# Linux Libertine
Linux Libertine é uma família de fontes tipográficas distribuída sob as licenças GPL e OFL dentro da proposta de oferecer uma alternativa gratuita (open source) similar à fonte Times New Roman.
Desenhada inteiramente com o editor de fontes Fontforge, também open source, a família Linux Libertine disponibiliza mais de 2 mil caracteres Unicode em diferentes linguagens. Também oferece suporte aos recursos do formato OpenType e está disponível em várias versões, incluindo Bold, Itálico e Versalete.
Em 2010 o logotipo da Wikimedia foi redesenhado em 3D e passou a usar Linux Libertine nos elementos de texto que o compõem substituindo a fonte Hoefler Text, anteriormente usada.

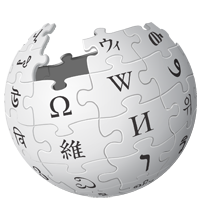
Logotipo da Wikipedia, exibindo a fonte Linux Libertine.

## Ligações Externas
- Site oficial